# 晦堂祖心
晦堂祖心（1025年—1100年），宋代僧人，隆興府(今江西南昌)黃龍祖心寶覺禪師，南雄始興(廣東始興縣)人，俗姓鄔氏，號晦堂。年十九依龍山寺惠全禪師出家，法嗣臨濟宗黃龍派黃龍慧南禪師。
宋元符三年十一月示寂，春秋七十六。荼毗(火化)後，安放于普覺塔之東側。諡號「寶覺禪師」。

## 師承
- 黃龍慧南

## 弟子
- 黃龍悟新
- 黃龍惟新
- 泐潭善清

## 主要著作
- 《寶覺祖心禪師語錄》
- 《冥樞會要》

## 外部連結
- X1343 寶覺祖心禪師語錄（黃龍四家錄第二） （页面存档备份，存于）
- “黄龙宗禅文化”分享汇—黄龙宗二祖晦堂禅师开示
- 【中台世界】 祖師法語－－晦堂祖心禪師－－確志力行 （页面存档备份，存于）
- 黄龙祖心禅师悟道因缘 （页面存档备份，存于）